# ЭПА
«Эносис Пезопорику Амол» (греч. Ένωση Πεζοπορικού Αμολ) или ЭПА (греч. Ε.Π.Α.) — кипрский футбольный клуб из Ларнаки, существовавший с 1930 по 1994 год.

## История
Команда была основана в 1930 году в результате объединения клубов «Пезопорикос» и «Амол», название команды расшифровывается как «Союз „Пезопорикоса“ и „Амола“». Позднее «Пезопорикос» был восстановлен как отдельный клуб. ЭПА уже в сезоне 1932/33 принял участие в неофициальном чемпионате Кипра, в котором занял 2-е место, а затем вошёл в число учредителей Кипрской федерации футбола и принял участие в первом официальном розыгрыше чемпионата в сезоне 1934/35.
Наиболее успешным периодом в истории клуба стала середина 40-х годов, когда ЭПА дважды, в сезонах 1944/45 и 1945/46, выигрывала чемпионат и Кубок. Всего же команда 3 раза выигрывала чемпионат и 5 раз — Кубок. Единственную победу в Суперкубке ЭПА одержала в сезоне 1954/55. В 1970 году, одержав победу в чемпионате Кипра, клуб принял участие в чемпионате Греции, в котором занял последнее, 18-е место.
В еврокубковых турнирах ЭПА участвовала трижды. В розыгрыше Кубка европейских чемпионов 1970/71 в первом раунде команда уступила западногерманской «Боруссии» из Мёнхенгладбаха с общим счётом 0:16. В Кубке УЕФА 1972/73 ЭПА проиграла оба матча советскому «Арарату» со счётом 0:1. В Ларнаке единственный гол в свои ворота забил капитан киприотов Павлос Василиу, а в Ереване отличился Левон Иштоян. В Кубке УЕФА 1987/88 кипрский клуб проиграл два матча (0:1 и 0:3) румынской «Виктории». Таким образом, за всю историю выступлений в еврокубках ЭПА не выиграла ни одного матча и не забила в ворота соперников ни одного мяча.
В 1994 году команда вновь объединилась с клубом «Пезопорикос», в результате слияния появился клуб АЕК.